# Inégalité de Chernoff
Pour les articles homonymes, voir Chernoff.
En théorie des probabilités, l'inégalité de Chernoff permet de majorer la queue d'une loi de probabilité, c'est-à-dire qu'elle donne une valeur maximale de la probabilité qu'une variable aléatoire dépasse une valeur fixée. On parle également de borne de Chernoff. Elle est nommée ainsi en l'honneur du mathématicien Herman Chernoff.
Il s'agit d'une inégalité de concentration, c'est-à-dire que cette inégalité fournit des bornes sur la probabilité qu'une variable aléatoire dévie d'une certaine valeur.

## Énoncés
Il existe de nombreux énoncés, et de nombreux cas particuliers.

### Cas général
Soit {\displaystyle X} une variable aléatoire réelle dont la fonction génératrice des moments est telle que, pour un certain réel {\displaystyle t},
{\displaystyle \phi (t)=\mathbb {E} [e^{tX}]<+\infty .}
Alors, pour tout {\displaystyle a\geq 0}, l'inégalité de Markov appliquée à la variable aléatoire {\displaystyle e^{tX}} stipule que 
{\displaystyle {\text{si }}t>0,\,\mathbb {P} \left(X\geq a\right)\leq e^{-ta}\mathbb {E} [e^{tX}]} et
{\displaystyle {\text{si }}t<0,\,\mathbb {P} \left(X\leq -a\right)\leq e^{ta}\mathbb {E} [e^{tX}].}

### Avec des variables symétriques et une espérance nulle
Soient {\displaystyle X_{1},X_{2},\dots ,X_{n}} des variables aléatoires indépendantes, telles que {\displaystyle \mathbb {E} [X_{i}]=0} et {\displaystyle \left|X_{i}\right|\leq 1\,} pour tout i. On pose {\displaystyle X=\sum _{i=1}^{n}X_{i}} et on appelle σ2 la variance de X.
Alors, on a pour tout {\displaystyle 0\leq k\leq 2\sigma \,}:
{\displaystyle \mathbb {P} (X\geq k\sigma )\leq e^{-k^{2}/4}} ainsi que {\displaystyle \mathbb {P} (-X\geq k\sigma )\leq e^{-k^{2}/4}},
et donc aussi {\displaystyle \mathbb {P} (\left|X\right|\geq k\sigma )\leq 2e^{-k^{2}/4}}.

### Avec des variables symétriques booléennes
Soient {\displaystyle X_{1},X_{2},\dots ,X_{n}} des variables aléatoires booléennes (i.e. à valeurs dans {\displaystyle \{0,1\}}) indépendantes, de même espérance p, alors {\displaystyle \forall \varepsilon >0},
{\displaystyle \mathbb {P} \left({\frac {1}{n}}\sum _{i=1}^{n}X_{i}>p+\varepsilon \right)\leq e^{-2\varepsilon ^{2}n}}, et {\displaystyle \mathbb {P} \left({\frac {1}{n}}\sum _{i=1}^{n}X_{i}<p-\varepsilon \right)\leq e^{-2\varepsilon ^{2}n}}.

## Démonstration
Il existe plusieurs manières de démontrer ces inégalités.
Cas général
Avec des variables symétriques booléennes

## Applications
Ces inégalités sont très utilisées en informatique théorique, notamment en théorie de la complexité et en algorithmique, où elles permettent de prouver des résultats sur les algorithmes probabilistes.
Voir aussi théorie des grandes déviations.

## Extensions
On peut écrire des généralisations intéressantes pour les matrices aléatoires, appelées en anglais matrix Chernoff bound (en).